# Lonsdale (azienda)
La Lonsdale è un'azienda britannica di indumenti sportivi.

## Storia
Lonsdale deve il suo nome a Hugh Cecil Lowther, 5º conte di Lonsdale. Lord Lonsdale organizzava incontri di boxe nel 1909 e fu presidente della National Sporting Club of Britain. Tutti i pugili che riuscivano a diventare campioni e difendere il titolo per tre volte consecutivamente, ricevevano la Cintura di Lonsdale.
Negli anni sessanta Bernard Hart fece visita al Lord per chiedere il consenso all'utilizzo del proprio nome per realizzare vestiti con il marchio Lonsdale.
E così nacque a Londra, nel 1960 la Lonsdale, un'azienda che produceva equipaggiamenti per il pugilato, prima di dedicarsi alla realizzazione di articoli sportivi e di moda.
Nel 1979 Paul Weller (dei The Jam) indossò sul palco alcune t-shirt con il logo Lonsdale. Il risultato fu immediato e Lonsdale iniziò ad essere una marca conosciuta e utilizzata anche dai non atleti. Dagli anni sessanta in poi, fu un marchio tra i più utilizzati dai mod e successivamente dagli skinhead.
Gli articoli Lonsdale ottennero poi una nuova visibilità grazie a pugili quali Mike Tyson, Henry Cooper, Muhammad Ali, Lennox Lewis.

## Calcio
La Lonsdale è sponsor tecnico di diverse squadre inglesi, quali Sunderland, Birmingham City, Brentford, Swindon Town, Millwall, e Blackburn Rovers. L'accordo con questi ultimi è stato esteso durante la stagione 2005/06, quando Lonsdale diventò, oltre a sponsor tecnico, anche sponsor ufficiale (con una doppia presenza quindi sulle maglie ufficiali). La sponsorizzazione nel campionato di calcio inglese prosegue nella stagione 09-10 solo nei Millwall.

## Lonsdale e Skinhead
Fin dalle origini negli anni sessanta, quando il movimento non era politicizzato, gli Skinhead hanno sempre utilizzato questo marchio, attraverso le loro radici che evolvevano dal movimento mod, da cui lo skinhead deriva direttamente. Lo skinhead quindi, evolvendo dal mod, conservò molte caratteristiche stilistiche tipiche del mod, come appunto alcuni abiti firmati "Lonsdale", tra cui il famoso harrington. Verso la fine degli anni settanta, partiti di estrema destra cominciarono a fare propaganda ai concerti Skinhead, reclutando un buon numero di sostenitori.
Da quell'epoca i media si concentrarono a far notizia solo sugli skinhead neonazisti, ignorando l'esistenza del movimento originale, che al contrario non era politicizzato, e dando quindi un'immagine errata degli Skinhead. L'elemento che accomunava gli Skinhead original ai Naziskin era solo l'abbigliamento: anche i Naziskin adottarono lo stesso look degli Skinhead originali, includendo quindi anche capi Lonsdale. Oggi molta gente è convinta che Skinhead sia sinonimo di Neonazista, accomunando anche il marchio Lonsdale al razzismo; considerazione errata, poiché furono i primi skinheads degli anni sessanta, non ancora politicizzati, ad indossare quel marchio grazie alle radici tramandate dai mod.
Inoltre la Lonsdale si è sempre proclamata antirazzista.
Gli Skinhead neonazisti, al contrario, interpretarono il marchio Lonsdale diversamente, attribuendogli un significato che si riconducesse alla loro politica.
Il termine Lonsdale youth (gioventù Lonsdale in italiano) è diventato un acronimo largamente utilizzato per i giovani di estrema destra olandese. Il sito Lonsdalenews (NL)  è stato creato per tenere traccia degli incidenti razzisti in quei paesi. Questi giovani nazisti olandesi indossano un bomber di Lonsdale che, opportunamente modificato, riporta le lettere NSDA (LONSDALE), una sola in meno dell'acronimo NSDAP che significa Nationalsozialistische Deutsche Arbeiterpartei, il partito Nazional Socialista di Hitler.